# Тексанна (Оклахома)
Тексанна (англ. Texanna) — переписна місцевість (CDP) в США, в окрузі Макінтош штату Оклахома. Населення — 2293 особи (2020).

## Географія
Тексанна розташована за координатами 35°21′29″ пн. ш. 95°30′42″ зх. д. / 35.35806° пн. ш. 95.51167° зх. д. (35.357918, -95.511754).  За даними Бюро перепису населення США в 2010 році переписна місцевість мала площу 103,48 км², з яких 102,82 км² — суходіл та 0,66 км² — водойми.

## Демографія
Згідно з переписом 2010 року, у переписній місцевості мешкала 2261 особа в 991 домогосподарстві у складі 686 родин. Густота населення становила 22 особи/км².  Було 1884 помешкання (18/км²).
Расовий склад населення:
| - 81,0 % — білих - 13,2 % — корінних американців - 0,6 % — чорних або афроамериканців - 0,1 % — вихідців з тихоокеанських островів |

До двох чи більше рас належало 5,0 %. Частка іспаномовних становила 1,7 % від усіх жителів.
За віковим діапазоном населення розподілялося таким чином: 16,2 % — особи молодші 18 років, 58,5 % — особи у віці 18—64 років, 25,3 % — особи у віці 65 років та старші. Медіана віку мешканця становила 51,6 року. На 100 осіб жіночої статі у переписній місцевості припадало 104,4 чоловіків;  на 100 жінок у віці від 18 років та старших — 100,2 чоловіків також старших 18 років.
Середній дохід на одне домашнє господарство  становив 45 697 доларів США (медіана — 37 112), а середній дохід на одну сім'ю — 55 515 доларів (медіана — 48 272). За межею бідності перебувало 12,3 % осіб, у тому числі 8,8 % дітей у віці до 18 років та 14,0 % осіб у віці 65 років та старших.
Цивільне працевлаштоване населення становило 848 осіб. Основні галузі зайнятості: освіта, охорона здоров'я та соціальна допомога — 22,8 %, будівництво — 16,6 %, роздрібна торгівля — 13,4 %.